# Juan María Cornejo
Juan María Cornejo López (Medina Sidonia, Cádiz, 5 de noviembre de 1955) es un político español perteneciente al Partido Socialista Obrero Español. Ha ocupado diversos cargos institucionales en el ámbito municipal, autonómico y estatal. Fue alcalde de Medina Sidonia entre 1987 y 1995, senador en las Cortes Generales, y diputado en el Parlamento de Andalucía en varias legislaturas. Es padre de Juan María Cornejo Ramírez.

## Biografía
Es maestro de educación primaria desde 1979. Inició su carrera política como concejal en el Ayuntamiento de Medina Sidonia, y en 1987 fue elegido alcalde, cargo que ocupó hasta 1995. Durante ese periodo también fue diputado provincial en la Diputación de Cádiz.
Tras dejar la alcaldía, fue designado delegado provincial de la Consejería de Medio Ambiente en Cádiz. En 1996 asumió la Dirección General de Gestión del Medio Natural en la misma consejería. Posteriormente, en el año 2000, fue nombrado director general de Política Interior en la Consejería de Gobernación de la Junta de Andalucía.
Entre 2004 a 2008, y posteriormente desde 2015 a 2019, fue diputado en el Parlamento de Andalucía. Entre 2008 a 2019 ejerció como senador por la provincia de Cádiz.
Dentro de la estructura orgánica del PSOE, fue secretario de Agricultura de la federación andaluza entre 2010 y 2012. Desde 2012 ocupa el cargo de secretario de Organización del PSOE de Andalucía. También es miembro del comité director regional del partido y de la ejecutiva provincial en Cádiz.